# Tagblatt-Pokal
De Tagblatt-Pokal was de eerste echte voetbalcompetitie in Oostenrijk en bestond van 1900 tot 1903. De competitie wordt als voorloper gezien van de huidige Bundesliga.
De krant Neues Wiener Tagblatt richtte de competitie in, enkel toegankelijk voor clubs uit Wenen, terwijl de Challenge Cup toegankelijk was voor heel het keizerrijk. Er waren 2 klassen, de hoogste klasse bestond uit 5 clubs (eerste seizoen 4 clubs), de andere clubs speelden in de 2de klasse A of B. De kampioenen van de 2de klasse promoveerden en de laatste 2 uit de eerste klasse degradeerden, alhoewel deze regel niet altijd werd nageleefd. Enkel in het laatste seizoen werd een play-off gespeeld. Nadat de belangstelling voor de competitie taande en clubs uit de bond stapten werd de Tagblatt-Pokal opgeheven.

## Seizoenen

### Seizoen 1900/01
| Pl. | Club                 | Wed | W | G | V | DS    | Ptn |
| --- | -------------------- | --- | - | - | - | ----- | --- |
| 1.  | Wiener AC            | 12  | 7 | 2 | 3 | 26-15 | 16  |
| 2.  | Vienna Cricket & FC  | 12  | 6 | 3 | 3 | 21-17 | 14  |
| 3.  | First Vienna FC 1894 | 12  | 5 | 3 | 4 | 31-18 | 13  |
| 4.  | Wiener FC 1898       | 12  | 1 | 2 | 9 | 6-34  | 4   |

Promovendi:
- SK Graphia Wien
- Hernalser F.u.AC Vorwärts

AC Viktoria Wien werd in de 1ste klasse ingedeeld maar verzaakte aan deelname. In het voorjaar van 1901 schreef de club zich toch in maar moest toen in de 2de klasse beginnen. Vienna Cricket trok zich terug voor het volgende seizoen.

### Seizoen 1901/02
| Pl. | Club                      | Wed | W | G | V | DS    | Ptn |
| --- | ------------------------- | --- | - | - | - | ----- | --- |
| 1.  | Wiener AC                 | 8   | 6 | 2 | 0 | 19- 2 | 14  |
| 2.  | First Vienna FC 1894      | 8   | 5 | 2 | 1 | 22- 4 | 12  |
| 3.  | Wiener FC 1898            | 8   | 2 | 3 | 3 | 11- 9 | 7   |
| 4.  | SK Graphia Wien           | 8   | 1 | 2 | 5 | 1-26  | 4   |
| 5.  | Hernalser F.u.AC Vorwärts | 8   | 0 | 3 | 5 | 3-15  | 3   |

### Seizoen 1902/03
| Pl. | Club                 | Wed | W | G | V | DS    | Ptn |
| --- | -------------------- | --- | - | - | - | ----- | --- |
| 1.  | Wiener AC            | 8   | 6 | 1 | 1 | 32- 6 | 13  |
| 2.  | First Vienna FC 1894 | 8   | 5 | 2 | 1 | 19-11 | 12  |
| 3.  | Wiener FC 1898       | 8   | 2 | 2 | 4 | 12-23 | 6   |
| 4.  | SK Graphia Wien      | 8   | 2 | 1 | 5 | 13-25 | 5   |
| 5.  | Deutscher SV Wien    | 8   | 0 | 0 | 8 | 4-15  | 0   |

Play-off: Rapid Wien – Deutscher Sportverein 3:0
Promovendus: Rapid Wien